# Castello di Groppoducale
Il castello di Groppoducale è una fortificazione situata nell'omonima frazione del comune italiano di Bettola, in provincia di Piacenza. L'edificio è situato a 758 m s.l.m., in una vallata laterale rispetto alla val Nure percorsa da un suo affluente di destra, il Rio Grande.

## Storia
Il fortilizio venne citato per la prima volta in un documento del 1385 in cui veniva indicato con il nome di Groppo Dugario, come appartenente al signore guelfo di Fiorenzuola d'Arda Branca Fulgosio, che sfrutto il castello come caposaldo durante le dispute contro la famiglia Visconti. Dopo la morte del Fulgosio, avvenuta senza aver lasciato eredi diretti, la proprietà del castello passò ai nipoti, ai quali subentrò dopo pochi anni la famiglia Nicelli, forse in seguito ad un'azione violenta condotta per garantirsi la proprietà dell'edificio.
Nonostante le modalità poco chiare con cui i Nicelli entrarono in possesso del castello, la legittimità della proprietà venne confermata, in seguito, da varie investiture: il 15 ottobre 1494 il castello fu concesso a Giovanni Nicelli, figlio di Gian Niccolò, capostipite del ramo dei Nicelli di Montechino e di Muradolo, famiglia che ne mantenne il controllo durante l'intero XVI secolo. Nel 1626 la proprietà del castello, nonché l'investitura sulla contea di Groppoducale, vennero confermate da parte della duchessa Margherita Aldobrandini, in qualità di tutrice del duca di Parma e Piacenza Odoardo I Farnese, al dottore collegiato Giovanni Nicelli.
Il castello rimase parte dei beni della famiglia Nicelli fino al 1820 quando, il conte Bonifacio Nicelli, che lo aveva acquistato nello stesso anno dalla contessa Antonia De Cesaris Nicelli, la quale, a sua volta, ne aveva ereditata la proprietà dal fratello Alessandro, decise di cedere l'edificio all'opera parrocchiale locale per la somma di 80 lire.
In seguito, il castello fu utilizzato come scuola elementare, per poi subire anni di abbandono dopo la soppressione dell'ente di istruzione. A partire dal 2001, grazie all'impegno del parroco e di alcuni abitanti della zona, sono iniziati i lavori di restauro, terminati nel 2003. Dopo il ripristino il castello è diventato sede del salone parrocchiale e del centro culturale Punti di Luce.

## Struttura
Della struttura originaria medievale rimangono pochi caratteri, a causa delle tante trasformazioni subite dal fortilizio, inizialmente costruito con scopi militari, poi utilizzato come dimora signorile e, infine, divenuto sede di uffici ed enti pubblici, tra i quali la locale scuola elementare. Il complesso è costituito da alcuni edifici e dai resti della cinta muraria che li circondava.
Nella primavera del 2003 la struttura è stata completamente ristrutturata, con il rifacimento del tetto e la ristrutturazione e l'ammodernamento di tutti gli ambienti interni. Il salone principale, che presenta una capacità di alcune decine di persone si caratterizza per la presenza di un sottotetto realizzato interamente in legno e ricostruito con le travi originali durante i restauri.